# Adam David Morton
Adam David Morton (* 20. Oktober 1971) ist ein Politikwissenschaftler.

## Leben
Nach seiner Promotion an der University of Wales war Morton von 2002 bis 2005 zunächst als Lecturer an der Lancaster University tätig. Ab 2005 war er Associate Professor im Bereich Politische Ökonomie am Centre for the Study of Social and Global Justice an der School of Politics and International Relations der University of Nottingham. Seit 2014 ist er Professor für Politische Ökonomie an der Universität Sydney.
Neben der Politischen Ökonomie arbeitet Morton in den Bereichen Staatstheorie und Globalisierung. Er gehört zu den Vertretern des Neogramscianismus und kooperiert häufig mit Andreas Bieler.

## Schriften (Auswahl)
- mit Andreas Bieler: Global Capitalism, Global War, Global Crisis, Cambridge University Press, 2018, ISBN 978-1-1086-6608-4.
- Revolution and State in Modern Mexico: The Political Economy of Uneven Development, Rowman & Littlefield, Lanham 2011.
- Unravelling Gramsci: Hegemony and Passive Revolution in the Global Political Economy, Polity Press, London 2007.
- mit Andreas Bieler (Hrsg.): Images of Gramsci: connections and contentions in political theory and international relations. Routledge, London 2006.
- mit Andreas Bieler (Hrsg.): Social Forces in the Making of the ‘New Europe’: the restructuring of European social relations in the global political economy. Basingstoke: Palgrave, 2001, ISBN 0-333-91321-3.